# Johannes Hertenberg
Johannes Hertenberg, ook wel Hartenberg (Oudkarspel, 15 april 1668 – Colombo, 19 oktober 1725) was een koopman in dienst van de VOC. Hij was van 1716 tot 1723 commandeur van Malabar en van 1723 tot 1725 gouverneur van Ceylon.

## Makassar

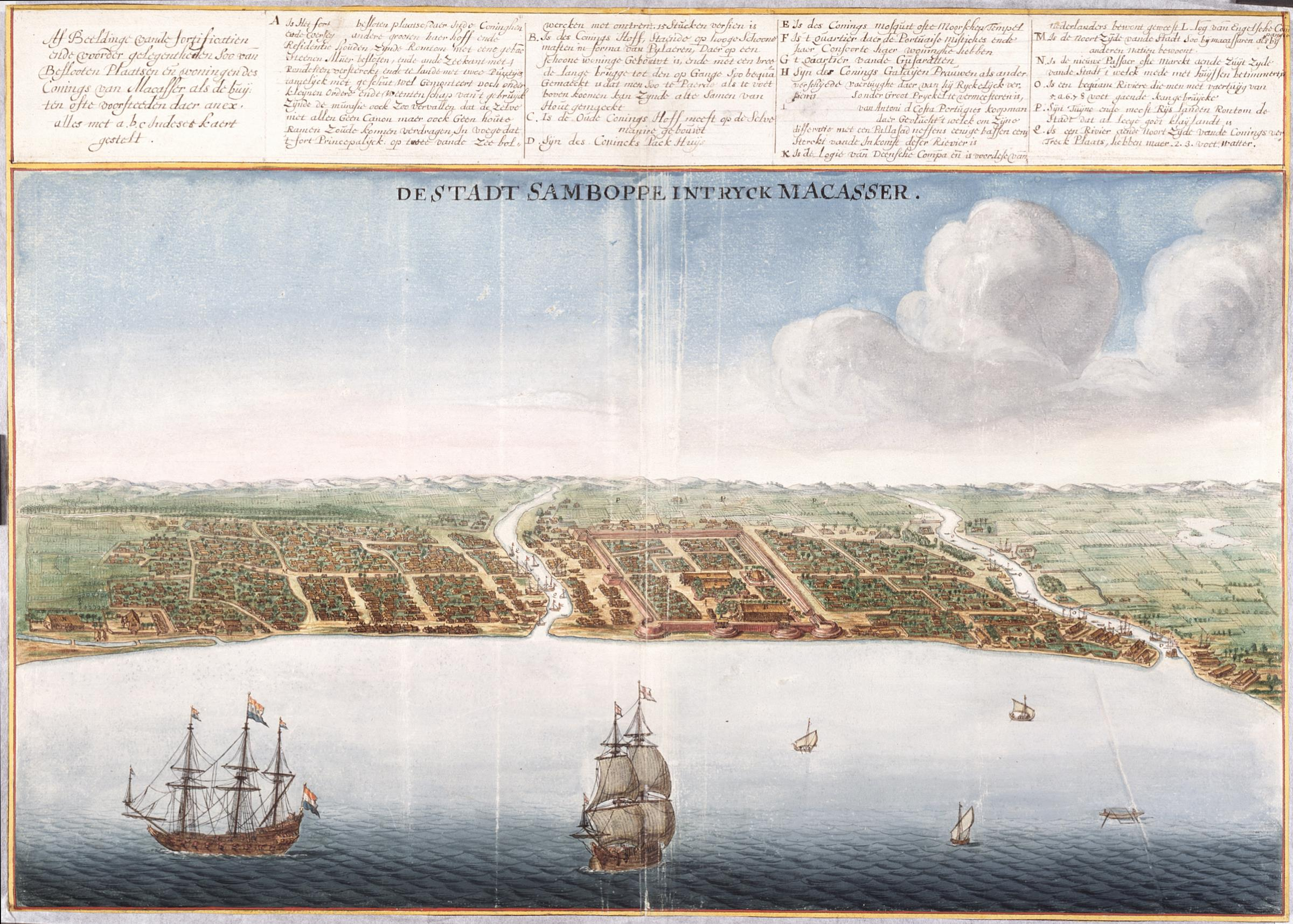
Gezicht op Makassar

Hertenberg begon bij de VOC als derde chirurgijn en ging in 1687 voor de Kamer van Enkhuizen naar Indië. Hoe lang hij dit medische beroep uitoefende is niet precies bekend, maar ergens in de volgende tien jaar stapte hij over in administratieve dienst. In 1697 werd hij boekhouder en secretaris van de landraad in Ambon. De landraad was een door de VOC ingestelde rechtbank die bestond uit dorpshoofden die recht spraken op basis van de inheemse wetgeving. Hij was hier niet alleen secretaris maar ook geheimschrijver, oftewel een secretaris die zich bezig hield met het schrijven van geheime documenten en brieven. In 1702 verhuisde hij als geheimschrijver naar Banda. Daarna werd hij garnizoensboekhouder in Makassar in Celebes, in Fort Rotterdam. Makassar was vroeger een centrum van de 'sluikhandel' in kruidnagels, waarbij het monopolie van de VOC werd ontdoken. Door het in 1667 te veroveren had de VOC daar een eind aan gemaakt, en fungeerde het als administratief en militair centrum. Op 8 februari 1704 werd Hertenberg hier tot onderkoopman bevorderd. In 1708 werd hij fiscaal, en het jaar daarop secunde (tweede man) van het gouvernement van Celebes, onder Gerrit van Toll. Op 22 oktober van dat jaar werd hij benoemd tot opperkoopman. Zoals wel vaker gebeurde met fiscalen raakte hij verwikkeld in ruzies, wat hem kwalijk werd genomen, zodat hij in december 1711 werd opgeroepen naar Batavia. Het jaar daarop was hij weer in Makassar. Daar stierf op 7 juni gouverneur Van Toll, waarna Hertenberg het gouverneurschap 3 maanden waarnam, tot Van Tolls vervanger, Johan Philip Sipman, was gearriveerd. In oktober ging hij weer naar Batavia. In november 1713 wordt hij hier genoemd als een van degenen die meeliep in de lange begrafenisstoet van gouverneur-generaal Abraham van Riebeeck. In 1714 werd hij lid van het College van Schepenen (rechtbank) in Batavia.

## Palembang

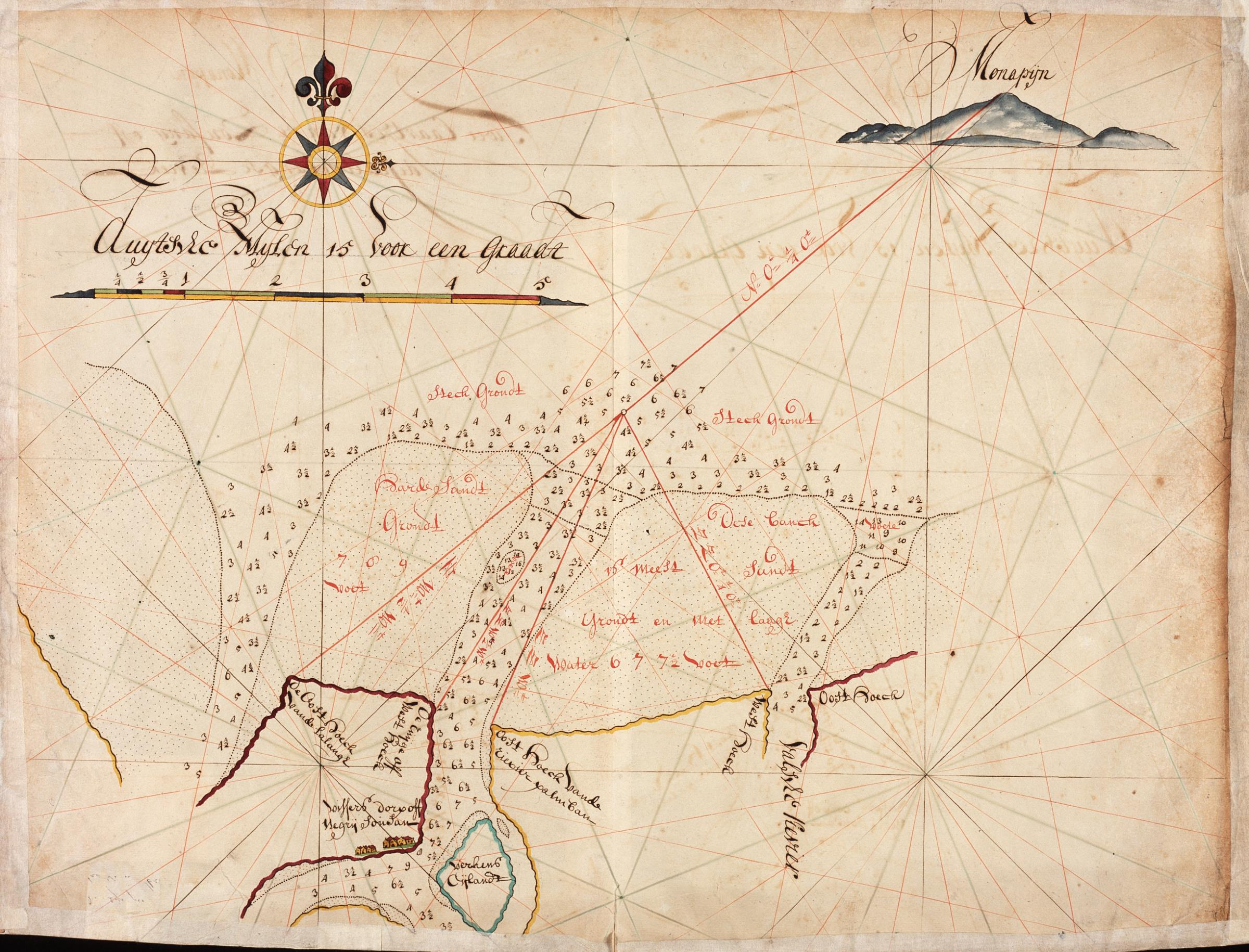
De monding van de Musi rond 1709, met zandbanken en aangegeven dieptes.

Later dat jaar werd hij met vier kleine vaartuigen naar de Bangka Straat voor de oostkust van Sumatra gestuurd om voor de monding van de Musi Chinese jonken te onderscheppen en te inspecteren. Met de sultan van Palembang had de VOC een monopoliecontract afgesloten voor de levering van peper, en sinds kort ook van tin, in ruil voor politiek-militaire steun tegen inheemse rivalen. Voor de Palembangers was de verleiding altijd groot om dat verdrag te ontduiken en de peper tegen een hogere prijs te verkopen aan Chinese handelaren die met jonken de rivier de Musi opvoeren. Zo'n 50 jaar terug, in 1659, waren hier meer dan zestig VOC medewerkers van patrouillerende vaartuigen vermoord of gevangen genomen door Palembangers. Jan van der Laen was toen met een vloot de rivier opgevaren en had Palembang platgebrand. Zo'n vaart liep het met Hertenberg niet. Er werd geen peper gevonden. Wel had een van de jonken een geheel leeg ruim, alsof men een lading peper kort tevoren overboord had gegooid. De patrouille had wel het gewenste afschrikkende effect op andere 'pepersluikers'.

## Ceylon
In augustus, direct na terugkomst in Batavia, werd hij benoemd tot commandeur van Galle in Ceylon. Geen aantrekkelijke benoeming op dat moment, want hier had gouverneur Hendrik Becker in korte tijd een reeks van commandeurs ontslagen op beschuldigingen van fraude en incompetentie. Ook Hertenberg hield het maar een jaar vol. Becker nam hem vooral kwalijk dat hij de retourschepen te laat uit Galle had laten vertrekken, hoewel ze volgens Batavia nog nooit zo vroeg waren geweest. Ook vond Becker dat hij een Brits schip, de Mary, niet goed geholpen had. Op 16 augustus 1715 werd Hertenberg ontslagen en teruggestuurd naar Batavia. Daar was toen niemand meer bereid hem op te volgen.

## Commandeur van Malabar

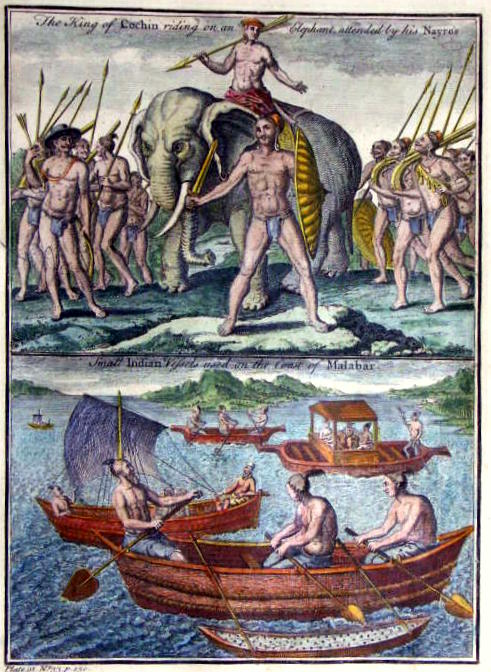
De Raja van Cochin en zijn nairo's

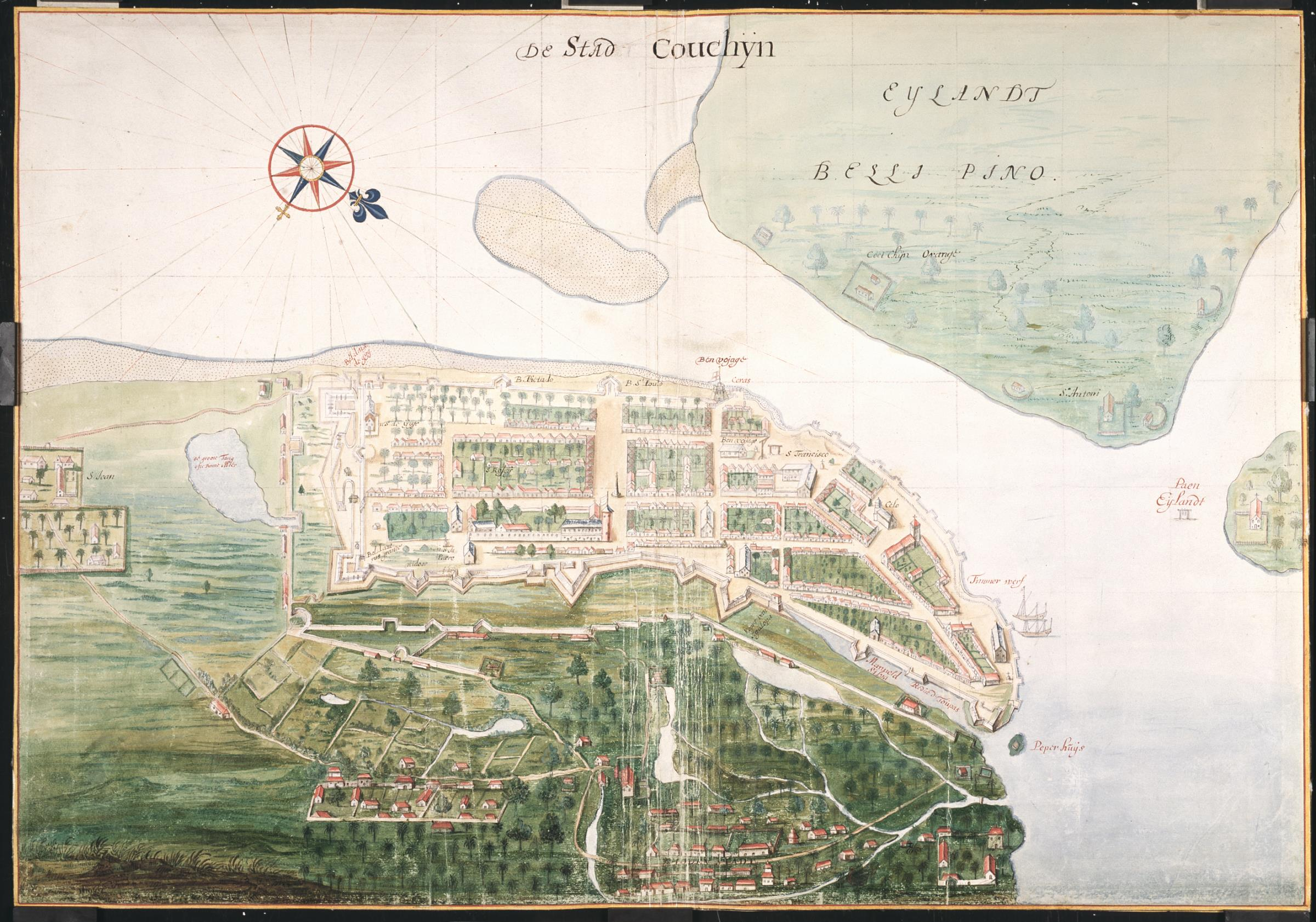
Fort Cochin aan de Malabarkust

Zoals veel anderen die door Becker waren ontslagen werd ook Hertenberg in Batavia vrijgesproken van de beschuldigingen. Op 10 juli 1716 werd hij benoemd tot commandeur van Malabar (het huidige Kerala), in Fort Cochin. Een zeer belangrijke vestiging van de VOC met een strategische locatie en een drukke rede (want een haven was er niet). Malabar was vergelijkbaar met Sumatra. Ook hier werd door de VOC peper ingekocht op basis van monopoliecontracten met de raja's langs de kust in ruil voor politiek-militaire steun tegen rivalen. Net als aan de Coromandelkust was ook hier het oude Vijayanagararijk uiteengevallen in kleinere rijken. De VOC had contracten met de raja's van Travancore, Cannanore en Cochin. Ook hier was het in de praktijk de VOC die er voor moest zorgen dat niemand peper voor een hogere prijs aan anderen verkocht, wat echter op deze langgerekte, moerassige kust heel moeilijk te doen was. Ondanks dat de VOC de wereldpeperhandel grotendeels in handen had was de gewenste controle van het aanbod, en daarmee de prijzen, in Europa daarom niet goed mogelijk, terwijl de militaire aanwezigheid in Malabar zeer kostbaar was. Malabar leverde daarom nooit wat men er van verwacht had.
Hertenberg verving in Cochin commandeur Barend Ketel, die volgens Batavia te weinig had ondernomen in de oorlog tussen de raja van Cochin en de samorijn van Calicut. Deze koninkrijken waren erfvijanden, en aangezien de VOC een alliantie had met de koning van Cochin moest het deze militair bijstaan tegen Calicut. De samorijn had op aanstichten van de Britse Oost-Indische Compagnie (de EIC), die zich sinds kort in Tellichery gevestigd had en ook een kantoor in Calicut had, de gebieden Chettua (het huidige Chetuva) en Paponetty (het huidige Pappinivattom) in het grensgebied tussen Calicut en Cochin veroverd, inclusief het VOC fortje Wilhelmus op Chettua, waar de Britten zich toen vestigden. Tegelijk met Hertenberg stuurde Batavia een vloot geleid door Willem Jacobsz. Backer en sergeant-majoor Hans Fredrick Bergman, die de troepen van de samorijn uit deze gebieden verjoeg, de Britten wegstuurde en in december 1717 vrede sloot met de samorijn. Deze moest de oorlogskosten en de wederopbouw van het fortje op Chettua betalen. Chettua en Paponetty hield de VOC voortaan voor zichzelf, om in te richten naar het model van de tombo's van Jaffnapatnam in Ceylon. Dit tot onvrede van zowel de samorijn als de raja van Cochin. Hertenberg en Bergman klaagden achteraf dat ze door Backer niet voldoende bij de vredesonderhandelingen waren betrokken.

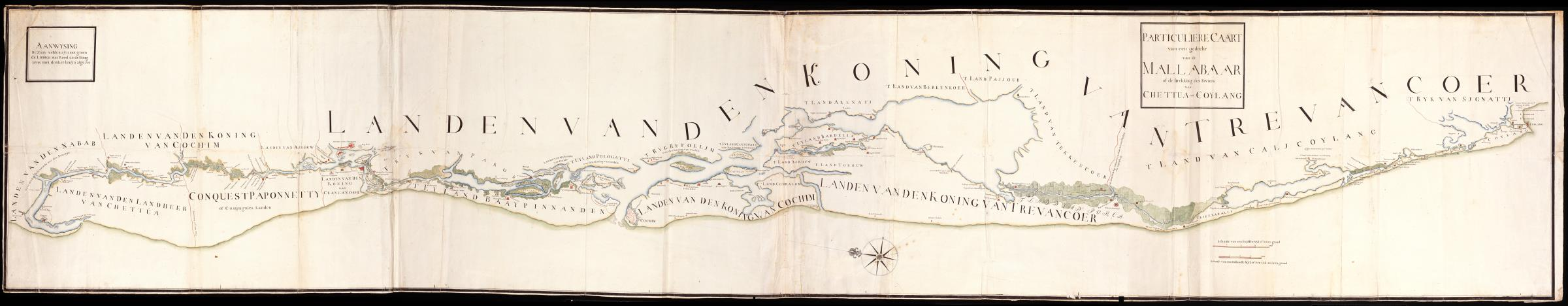
De kust van Malabar. Rechts Fort Cochin en helemaal links Chettua en Paponetty.

Voor de rest van Hertenberg's commandeurschap was er vrede met Calicut. De Britten hadden hun kantoor daar verlaten en waren naar Tellichery gevlucht. Toch bleef Calicut een vervelend 'lek' in het pepermonopolie. De relatie met de raja van Cochin verslechterde. Volgens de VOC gedroeg hij zich slecht, zowel binnen zijn rijk als tegen zijn buren, omdat hij zich verzekerd voelde van de steun van de VOC. De handel was echter gebaat bij vrede en rust. Hertenberg stelde zelfs voor militaire actie tegen hem te ondernemen maar Batavia wees dat af vanwege de kosten. Malabar draaide al met verlies en een oorlog zou dat nog erger maken. Wel werd Hertenberg gemachtigd de forten van Cannanore en Coylan af te breken omdat er bij hoge zee 'sekere bewegingen' te merken waren. Van het materiaal moesten twee nieuwe, kleinere forten worden gebouwd op voldoende afstand van de zee.
In januari 1719 had Hertenberg, vergezeld door enkele leden van de politieke raad en ruim 600 Europese en inlandse soldaten, een ontmoeting met de samorijn, die zo'n 4 à 500 nairo's en moren bij zich had. 'De wederzijdse discoursen waren minnelijk en betuygde Sijn Hoogheyt niet als van vriendschap te willen spreeken'.
Verder kreeg Hertenberg te maken met de beruchte Kanhoji Angrea. Deze zag zichzelf als admiraal van het Maratharijk en bedreef kaapvaart vanuit Gheriah (het huidige Vijaydurg), halverwege Bombay en Goa. Hij had net als de VOC en de EIC een passensysteem ingesteld. Schepen zonder geldige pas waren een prooi. Hij maakte het vooral de Britten moeilijk, maar zijn schepen kwamen sinds kort ook zuidelijker. In maart 1719 berichtte Hertenberg dat 'Den berugten rover Cangi Angria met de sijne' de schepen Beverwijk en Margareta, die vanuit Perzië naar Cochin kwamen, onder schot had genomen met 'swaer canon'. Nadat er teruggeschoten werd bliezen de kapers de aftocht.
De predikant Jacobus Canter Visscher, die in deze tijd in Cochin leefde, was zeer te spreken over Hertenberg. Hij schreef in 1723 in een brief naar Nederland dat Hertenberg de status van arbiter had weten te verwerven bij interne geschillen in het rijk van Cochin. Ook had hij de raja duidelijk gemaakt dat hij geen vijandigheden over grensgeschillen met zijn buurlanden mocht aangaan zonder toestemming van de Compagnie.
In juni 1723 stierf in Ceylon gouverneur Rumpf, waarop Hertenberg benoemd werd tot zijn opvolger. Omdat de commandeur van Galle, Arnoud Mol, het gouverneurschap waarnam bleef hij de rest van het jaar nog in Cochin, waar in oktober de raja stierf. Hertenberg bezocht zijn opvolger, 'die genoegsaam hadde getoond een formelen capstok te sijn en onvermogens sijne gedagten te connen uyten', zodat men dacht hem beter te kunnen manipuleren dan zijn voorganger. In december werd Hertenberg in Cochin afgelost door Jacob de Jong (senior), die daarvoor commandeur van Jaffna was, en vertrok hij naar Colombo, waar hij 15 januari het gouverneurschap van Ceylon op zich nam.

## Gouverneur van Ceylon
Terug in Ceylon werd hij op 8 juli 1724 benoemd tot raad extraordinair van Indië, wat gebruikelijk was bij gouverneurs van Ceylon. In september schrijft Batavia aan de Heren XVII dat de Singalese koning over de nieuwe gouverneur 'vernoegd schijnd' te zijn. Gezanten uit Kandy kwamen hem in Colombo gelukwensen, en fiscaal Adriaan Maten bezocht Kandy met geschenken. De koning gaf weer toestemming voor het het transport van olifanten over zijn land en het schillen van kaneel in zijn bossen, wat enige tijd verboden was geweest. De kaneelbomen groeiden niet op plantages maar verspreid in de bossen, waar hun bast geschild werd door Singalezen die deze taak als traditionele herendienst vervulden in ruil voor het bewerken van grond. Tot opluchting van de VOC vroeg de koning niet om het openstellen van de havens van Puttalam en Kottiyar, bij Fort Trincomalee, die in 1707 op last van de Heren XVII gesloten waren. Lang heeft Hertenberg op deze goede start niet voort kunnen bouwen want op 19 oktober 1725 stierf hij vrij plotseling. Hij werd begraven in de kerk in het fort van Colombo. Nadat deze kerk bouwvallig was geworden werd in 1813 zijn graf met alle andere overgebracht naar de Wolvendaal Kerk, waar het nu nog te zien is.
Waarnemend gouverneur werd de commandeur van Galle, Johan Paul Schaghen, tot een nieuwe gouverneur benoemd was.
Vermoedelijk had Hertenberg in ieder geval een dochter. Een Maria Hertenberg trouwde in 1725 in Colombo met de predikant Bartholomeus Teyken. Ze was geboren in Vlaardingen. Niet de stad in Holland maar het stadje buiten Fort Rotterdam in Makassar.